# تفاعلات دوائية ضائرة
التفاعلات الدوائية الضارة  هو أّذى ناتج عن تناول الدواء
يمكن أن يحدث تفاعل الدواء الضار كنتيجة عن تناول جرعة واحدة أو الاستعمال المستمر للدواء، أو استعمال أكثر من دواء في نفس الوقت.
يختلف مصطلح تفاعلات الدواء الضارة بالمعنى عن مصطلح الأعراض الجانبية، حيث أن الآخر يستخدم أيضا للتعبير عن آثار ممكن أن تكون مفيدة، أي أنه يشمل المفيد والضار. دراسة تفاعلات الدواء الضارة هو من اهتمام مجال يعرف ب«فارماكوفيجيلانس».
يعود مصطلح الحدث الدوائي الضار إلى أي أّذى ممكن أن يحصل في الوقت الذي يستخدم فيه الدواء حتى وإن لم يكن هذا الحدث الدوائي الضار هو سبب الأذى. بالتالي تفاعل الدواء الضار هو حالة خاصة من الحدث الدوائي الضار والذي به يتم توضيح العلاقة المسببة.

## تصنيفات التفاعلات الدوائية الضارة
يصنف التفاعل الدوائي الضار تبعا للمسبب وشدة الضرر.

## المسبب
- النوع أ: تأثيرات دوائية مضاعفة - يعتمد على الجرعة ويمكن التنبؤ به.

هذا النوع والذي يشكل ما يقارب 80% من تفاعلات الدواء الضارة هو ما يصاحب التأثير الأساسي للدواء (مثال: النزيف الذي يصاحب استخدام مضاد التجلط «وارفارين»)، أو الأدوية التي يكون فيها الفرق بين الجرعة التي تعطي المفعول الطبي المطلوب والجرعة المسببة للتسمم صغير جدا (مثال: الغثيان الناتج عن استخدام الديجوكسين) هذه التفاعلات متوقعة وتعتمد على الجرعة، عادة ما تكون متوسطة، كذلك يمكن أن تكون جدية ولربما قاتلة (النزيف الدماغي الناتج عن استخدام الوارفارين).
هذه التفاعلات عادة ما تكون بسبب جرعة غير صحيحة خاصة عندما يكون التخلص من الدواء إلى خارج الجسم غير فعال بشكل تام.
عادة ما يستخدم مصطلح الأعراض الجانبية للنوع أ من التفاعلات.
- النوع ب: خاص بالدواء ولا يمكن التنبؤ به.

النوعان «أ» و «ب» تم اقتراحهم في عام 1970. بعد ذلك وضعت عدة اقتراحات للتصنيف عندما تبين قصور هذين النوعين في تصنيف التفاعلات الدوائية الضارة.

## شدة الضرر وحدته
عرّفت منظمة الغذاء والدواء الأمريكية الحدث الدوائي الحاد على أنه ما يحدث عندما ينتج عن المريض واحدة من التالي:
- الموت
- الحياة المهددة
- الحاجة لفترة رقود بالمستشفى (في البدايات فقط أو لفترات طويلة)
- العجز- يؤخذ بالاعتبار، مستديم، تغيرات دائمة، قصور، ضرر أو اختلال في وظيفة/ بنية جسم المريض.
- التغير الخلقي
- الحاجة لتدخل لمنع الاختلال الدائم أو الضرر

عند تطبيق مصطلح حدّة المرض وشدّته على الآثار الجانبية للدواء يكونان مختلفان كلياّ. من السهل أن يلتبس المصطلحان، لكن لا يمكن استخدام أحدهما مكان الآخر، يحتاجان دقة في الاستخدام.
إذا سبّب الصداع ألم قوي فيصنف على أنه حادّ. هنالك مقاييس تمكن الأطباء من تحديد حدّة الوجع مثل مقياس النظير المرئي. من ناحية أخرى لا يصنف الصداع على أنه شديد عادة (لكن من الممكن ذلك في حالات النزيف في تحت العنكبوتية، نزيف تحت الجافية، حتى في حالات الشقيقة أحيانا إذ تطبق هذه المعايير بشكل مؤقت). يصنف الصداع على أنه شديد في حال لم تطبق معايير الحديّة.

## مكان الإصابة
الأعراض الدوائية الضارة ممكن أن تكون موضعية; أي محصورة بمكان معين، أو بأجهزة الجسم المختلفة; حيث يشكل الدواء هذه الأعراض بالوصول لهذه المناطق عن الطريق الدورة الدموية المؤدية إليها.
على سبيل المثال، بعض الأدوية التي تستخدم لعلاج ضغط العين تشكل أعراض جانبية بأجهزة الجسم، على الرغم من استخدامها موضعيا على شكل قطرة للعين; حيث أن نسبة من الدواء تنفذ إلى الدورة الدموية ثم للجهاز.

## الآلية

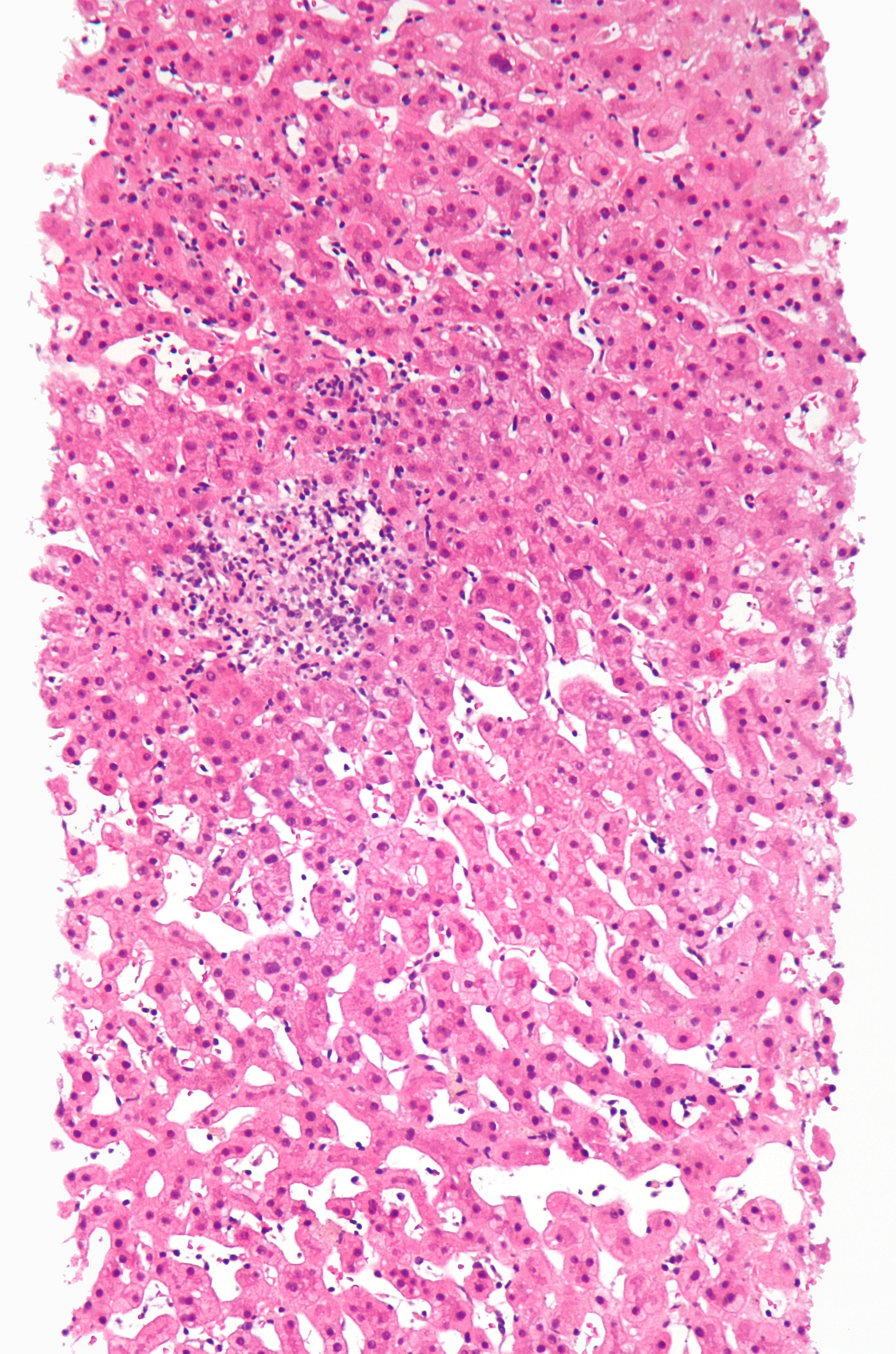
أعراض جانبية على شكل التهاب كبد وبائي (أدوية مسببة لالتهاب الكبد) مع ورم حميد، هناك مسببات أخرى لهذا الالتهاب تم التوصل إليها بمزيد من التحري. الصورة من خزعة في الكبد، باستخدام صبغة همياتوكسيلين وأيوسين.

عند قيام الباحثين بتوضيح أفضل للكيمياء الحيوية لاستخدام الدواء، نسبة قليلة من أعراض الدواء الضارة كانت من النوع ب، والأغلب من النوع أ.
الآليات الشائعة التي تسبب ظهور الآثار الجانبية:
- حركيات دوائية غير طبيعية بسبب:
  - عوامل جينية
  - حالات الأمراض المشتركة
- تأثيرات تآزريّة بين:
  - دواء ومرض معين
  - دوائين مع بعضهما البعض

### الحركيات الدوائية غير الطبيعية

#### حالات الأمراض المشتركة
عدد كبير من الأمراض خاصة تلك التي تسبب قصور في عمل الكلية أو الكبد ممكن أن تغير في عملية الأيض للدواء. هنالك موارد متاحة أقرّت وجود تغيرات في عملية الأيض للأدوية في الحالات المرضيّة.

#### العوامل الجينية
ممكن أن يحصل أيض خاطئ للدواء نتيجة لعوامل وراثية في المرحلة الأولى من الأيض«الأكسدة» أو المرحلة الثانية«الربط».
فارماكوجينومكس: هو العلم الذي يهتم بدراسة بدراسة الأساسيات الوراثية لتفاعلات الدواء الخاطئة.

#### المرحلة الأولى من تفاعلات الأيض في الكبد
وراثة أليلات غير طبيعية في السيتوكروم P450 ممكن أن تغير من أيض الدواء. هنالك جداول متاحة لتتبع التداخلات الدوائية الناتجة عن ال" P450".
وراثة بيوتيريل كولين إستريز غير طبيعي (كولين إستريز كاذب) ممكن أن يغير أيض بعض الأدوية مثل سكسينيل كولين.

#### المرحلة الثانية من تفاعلات الأيض في الكبد
وراثة N-أسيتيل ترانسفيريز غير طبيعي - والذي يربط بعض الأدوية لتسهيل إخراجها - ممكن أن يغير أيض بعض الأدوية مثل آيزونيازيد، هيدرالازين، وبروكين أميد.
كذلك وراثة «ثيوبيورين-S-ميثيل ترانس فيريز» غير طبيعي ممكن أن يغير أيض أدوية الـ ثيوبيورين، ميركابتوبيورين، وازاثيوبرين.

#### التفاعلات مع أدوية أخرى
إن خطر التفاعلات الدوائية يتزايد مع تعدد الأدوية.

#### الارتباط مع البروتينات
هذه التفاعلات عادة ما تكون مؤقتة وخفيفة إلى حين الوصول إلى حالة استقرار جديدة  تكون هذه التفاعلات بشكل أساسي للأدوية التي لا تتعرض لعمليات أيض الكبد بشكل كبير. بروتينات البلازما الأساسية التي يرتبط بها الدواء هي:
- الألبيومين
- ألفا-1 أسيد غلايكوبروتين
- لايبوبروتين

بعض التداخلات الدوائية مع الوارفارين تكون نتيجة لتغيرات في الارتباط مع البروتين.

#### سايتوكروم P450
يتعرض المرضى لعمليات أيض غير طبيعية للدواء نتيجة الستوكروم P450, وذلك في الحالات التالية: وراثة أليل غير طبيعي لهذا السيتوكروم مما يؤثر على عمله، أو بسبب تداخلات دوائية. هنالك جداول متاحة لتتبع التداخلات الدوائية الناتجة عن ال" P450".

### التأثيرات التآزرية
مثال على التآزر بين الأدوية، دوائين كلاهما يعمل على زيادة امتداد الفترة "QT" في تخطيط كهربية القلب.

## تقييم الأسباب
تستخدم هذه العملية لتحديد احتمالية أن يسبب الدواء الأثر الجانبي المتوقع. هنالك عديد من الطرق للقيام بهذا الاختبار تشمل، خوارزمية نارانجو، خوارومية فينيوليت، ومعايير تقييم الأسباب في منظمة الصحة العالمية (WHO). كل منهم لديه ايجابيات وسلبيات مرتبطة باستخدامه، واتباع أحدها يتطلب مستوى معين من الحكم عن طريق خبراء.
لا ينبغي أن نطلق على الأثر الجانبي الضار أنّه «مؤكد» إلا إذا انحسر هذا الأثر مع بروتوكول التحدي -إزالة التحدي - إعادة التحدي (ايقاف وإعادة استخدام الدواء).
عُمُر بدء ظهور الآثار الجانبية الضارة المتوقعة مهم جدا، حيث أنه يمكن أن يكون المسبب عامل آخر غير المتوقع. العلاجات التي توصف وتؤخد في نفس الوقت، كذلك الحالة النفسية ممكن أن تكون عوامل للآثار الجانبية الضارة.
ان عملية تقييم الأسباب لدواء محدد تواجه صعوبات، إلا إذا اكتُشف الحدث الدوائي الضار في المرحلة السريرية أو إذا استخدمت قاعدة بيانات كبيرة. في كلتا الطريقتين هنالك صعوبات وممكن ان تشتمل على أخطاء. ففي الدراسات السريرية، بعض الآثار الجانبية الضارة ممكن ان لا تظهر حيث أن ظهورها يتطلب إجراء الدراسات على عدد كبير جدا من الأفراد. الآثار الجانبية الضارة الناتجة عن العامل النفسي لا تظهر عادةً حيث أن السؤال عن الحالة النفسية يدمج مع أسئلة الاستبانة المستخدمة في تقييم السكان.

## هيئات المراقبة
العديد من الدول تمتلك هيئات رسمية لمراقبة سلامة الدواء وتفاعلاته.
على المستوى العالمي، منظمة الصحة العالمية (WHO) تولّي مركز رصد اوسالا
والاتحاد الاوروبي يولّي الوكالة الأوروبية للأدوية(EMEA)
في الولايات المتحدة، منظمة الغذاء والدواء (FDA) مسؤولة عن المراقبة ما بعد التسويق
في كندا، مديريّة المنتجات الصحيّة المسوّقة التابعة لصحيّة كندا مسؤولة عن مراقبة المنتجات الصحية المسوّقة
أما في أستراليا، فمنظمة البضائع العلاجية (TGA) تدير المراقبة ما بعد التسويق للمنتجات العلاجية.

## الانتشار
هناك دراسة قدمت من وكالة أبحاث الرعاية الصحيّة والجودة (AHRQ) أوجدت في عام 2011 أن، المهدئات والمنومات كانوا المسبب الرئيسي للآثار الجانبية الضارة في المستشفيات.
ما يقارب 2.8% من الآثار الجانبية الضارة للدواء كانت ظاهرة عند الدخول إلى المستشفى، و4.4% من الآثار الجانبية التي نشأت خلال فترة الرقود بالمستشفى كانت بسبب المهدئات والمنومات.
دراسة أخرى قامت بها الوكالة (AHRQ) أيضاً في 2011 وجدت أن، المسبب الأكثر شيوعاً للأعراض الجانبية الضارة على وجه التحديد كانت أدوية الستيرويدات، المضادات الحيوية، المستحضرات الأفيونيّة والمخدرات، ومضادات التخثر.
نسبة الآثار الجانبية الضارة للمرضى الذين يعالجون في المستشفيات التعليمية الحضرية تكون أعلى مقارنة بالمرضى الذين يعالجون في المستشفيات الحضرية غير التعليمية، وذلك نتيجة المضادات الحيوية والمستحضرات الأفيونيّة والمخدرات.
كذلك المرضى الذين يعالجون في المستشفيات الخاصة غير الربحية معرضون بشكل أكبر للآثار الجانبية الضارة للدواء مقارنة بالمرضى الذين يعالجون في مستشفيات عاة أو خاصة، غير ربحيّة.
في الولايات المتحدة، نسبة الآثار الجانبية الضارة الناتجة عن المنتجات الأفيونيّة والمخدرات في الإناث كانت أعلى منها في الذكور في عام 2011, لكن نسبة الآثار الجانبية الضارة الناتجة عن مضادات التخثر كانت أعلى بالذكور، ما يقارب 8 أشخاص من كل 1000 في الفئة العمرية من 65 وأكثر تعرضوا لواحدة من الآثار الجانبية الضارة الناتجة من المسببات الأربعة الأكثر شيوعاّ (الستيرويدات، المضادات الحيوية، المنتجات الأفيونيّة، أو مضادات التجلط) وذلك خلال فترة رقودهم بالمستشفى.